# Берендтс Едуард Миколайович
Едуард Миколайович Берендтс (9 (21) грудня 1860, Санкт-Петербург — 4 серпня 1930, Таллінн) — російський юрист і економіст; доктор фінансового права. Брат професора Дерптського університету Олександра Берендтса.

## Життєпис
Народився в Санкт-Петербурзі у сім'ї купця лютеранського віросповідання. Навчався в училищі при євангелістській церкві св. Петра (1871—1880) та на юридичному факультеті Петербурзького університету (1880—1884). Служив у департаменті державного казначейства Міністерства державного майна (з 1886 року — столоначальник).
У 1890 році захистив магістерську дисертацію «Державне господарство Швеції» і з 1891 року викладав як екстраординарний професор у ярославському Демидівському юридичному ліцеї — замінив на кафедрі державного та адміністративного права Олександра Назимова. Наукова діяльність пов'язана переважно з вивченням економіки та права Швеції та Фінляндії. Брав активну участь у краєзнавчій та архівній діяльності в Ярославській губернії, у роботі Юридичного товариства при Демидівському ліцеї. Був ініціатором скликання першого губернського з'їзду дослідників історії та давнини, головою Ярославської вченої архівної комісії (1894—1900). Редагував праці комісії та «Временник Демидовського юридичного ліцею». В 1899 був одним з найактивніших організаторів ювілейних урочистостей з приводу святкування 150-річчя першого російського театру.
З 1900 — помічник статс-секретаря Державної ради та чиновник особливих доручень при міністрі — статс-секретарі Великого князівства Фінляндського В. К. Плеве, якому адресував велику записку «Про минуле і сьогодення російської адміністрації» з аналізом історичного досвіду державного управління в Росії та пропозиції щодо проведення помірних реформ в адміністративній сфері. Виділяв дві основні причини проблем російської адміністрації: непродуманість багатьох реформ, їх «наздоганяючий» характер і відсутність у Росії достатньої кількості грамотних, освічених людей, здатних вирішувати поточні завдання державного управління.
Був професором Петербурзького університету на кафедрі фінляндського права, директором Демидівського юридичного ліцею (1904—1905), професором Імператорського Училища правознавства. 1906 року видавав газету «Сіверянин».
Був членом ради Головного управління у справах друку. Редагував III та IV томи ювілейного видання «Історії Урядового Сенату» і написав у ньому відділи: «Проєкти реформ Сенату за царювання імператорів Олександра I та Миколи I», «Проєкти реформ Сенату у другій половині XIX століття». Автор статей у «Віснику фінансів, промисловості та торгівлі», в газетах «Народ» (1907), «Новое время», «Росія» та ін.
Дотримувався помірно-консервативних політичних поглядів, був членом ЦК партії «Союз 17 жовтня», критикував як лібералів, так і реакціонерів. Після приходу до влади більшовиків покинув Росію. У 1919 році прибув до Естонії, де з 1 серпня став консультантом міністерства внутрішніх справ зі статистики, а з 1 жовтня 1919 року по 1930 рік працював на кафедрі фінансового права на юридичному факультеті Тартуського університету. В університеті Едуард Берендтс читав фінансове право, статистику, філософію права та загальне вчення про право. Був членом Російської Академічної групи в Естонії.
Похований на цвинтарі Коплі.